# جگوار اس-تایپ (۱۹۶۳)
جگوار تیپ (۱۹۶۳) (Jaguar S-Type (۱۹۶۳)) خودرویی است که در سال‌های ۱۹۶۳–۱۹۶۸۳.۴ تا litre S-Type تا ۹،۹۲۸
۱۹۶۳–۱۹۶۸
۳.۸-litre S-Type - ۱۵،۰۶۵تولید شده‌است.
این خودرو در کلاس سدان اسپورت قرار گرفته، طراحی آن خودروهای موتور جلو-محور عقب بوده طول آن در حالت طبیعی ۴٬۷۵۰ میلیمتر (۱۸۷ اینچ)، عرض آن در حالت طبیعی ۱٬۶۸۳ میلیمتر (۶۶ اینچ) و ارتفاع آن در حالت طبیعی ۱٬۴۱۶ میلیمتر (۵۶ اینچ) و وزن آن در حالت طبیعی ۱٬۶۲۵ کیلوگرم (۳٬۵۸۳ پوند) است. سیستم جعبه‌دندهٔ آن ۳ دنده به دو صورت خودکار و دستی است.